# M9 (штык-нож)
M9 (M9 Bayonet, фр. baïonnette — «штык») — армейский штык-нож. Клинок штыка M9 — однолезвийный с пилой на обухе. Ножны — пластмассовые, на конце ножен — стальная накладка с вырезом и овальным штифтом. При накладывании клинка овальным отверстием на штифт штык M9 превращается в ножницы для резки проволоки.

## История
Штык-нож M9 был разработан владельцем компании «Qual-A-Tec» Чарльзом А. «Микки» Финном как улучшенная копия штык-ножа для АКМ 6Х3. Производили несколько компаний, первой из которых стала «Phrobis» (также основанная Финном), затем ей на смену пришли такие производители, как  «Buck Knives», «LanCay» и «Ontario».
М9 был создан на замену устаревшего штык-ножа М7. Подходит ко всем версиям винтовки М16, а также к автоматическому карабину М4 и ряду гладкоствольных ружей армии США.

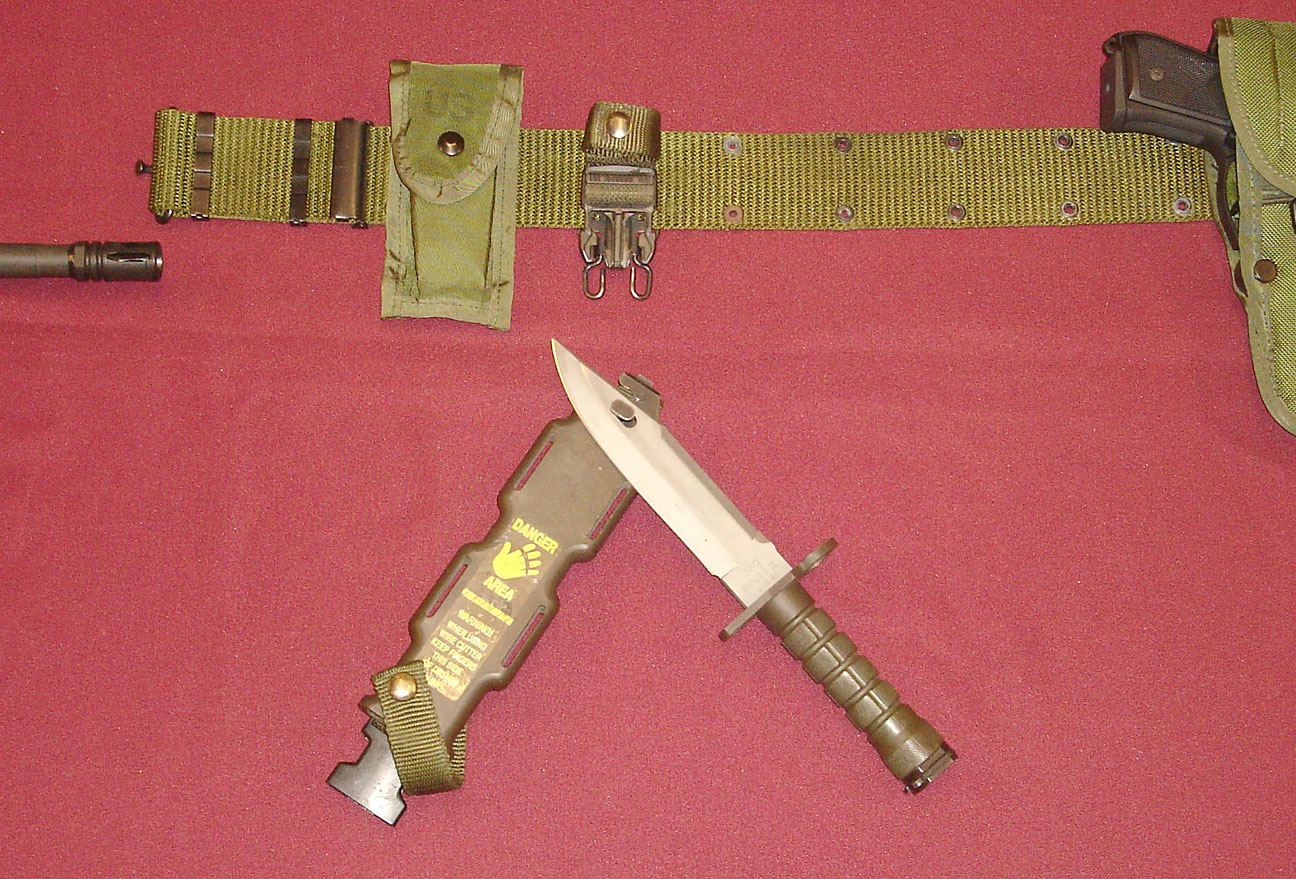
М9 с ножнами

Основополагающим мотивом конструкции данного ножа стало стремление получить штык-нож в большей степени являющийся инструментом, нежели оружием. Это универсальный инструмент, позволяющий не только резать, но и рубить, колоть, открывать ящики и цинки с боеприпасами, перекусывать колючую проволоку, в том числе и под напряжением, и производить самые различные виды других работ.
Штык-нож М9 был принят на вооружение армией США в 1986 году и выпускаемый до сих пор. В 1998 году на его основе был создан нож М11 для подразделений сапёров, отличающийся комплектацией и отсутствием возможности крепления к оружию.

## Конструктивные особенности
Форма клинка штык-ножа М9 — клип-пойнт, также порой называемый «боуи». С обуха была убрана пила с излишне крупными зубами и серрейтор. Они были заменены участком с пилой по металлу, аналогично применяющимся в ножах выживания американских пилотов. Толстый хвостовик клинка проходит через всю рукоять до затыльника, где на него накручивается гайка, стягивающая всю конструкцию. Рукоять штык-ножа веретенообразной формы, традиционной для американских боевых ножей. Рукоять и ножны М9 отлиты из тяжёлого пластика, напоминающего бакелит.

## Общие характеристики
- Ширина клинка — 32.7
- Внутренний диаметр кольца в крестовине — 22 мм
- Общая длина — 310 мм
- Длина клинка — 180 мм